# 理查德·史蒂夫·戈德堡
理查德·史蒂夫·戈德堡（Richard Steve Goldberg）（生于1945年11月9日）是被定罪的性犯罪者，也是一名前逃犯，他于2002年6月14日被列入FBI的十大通缉逃犯名单。戈德堡是第474个被列出的逃犯 在清单上。 他于2007年5月12日在加拿大蒙特利尔被捕，后来被判处20年徒刑。
2001年，戈德堡 是纽约布鲁克林的一名前航空工程师，通过赢得邻里父母的信任并使他的家对孩子们。戈德堡（Goldberg）有各种儿童用品，例如电脑游戏，儿童音乐，美术用品，秋千，儿童肥皂和带有兔子和鸭子的笼子。
2001年5月11日，两个女孩在戈德堡的电脑上玩耍，看到了两个与邻居在一起的年轻裸体朋友的照片。当六个邻里儿童报告遭到戈德堡性侵犯时，当局受到了警告，并展开了调查。警察在2001年6月搜查了他的房屋并没收了他的计算机。调查人员在他的计算机上发现了儿童色情的图像，包括戈德堡本人的照片，这些照片牵涉到与儿童性。戈德堡被捕后，在向他支付了5万美元的保释金后被逃离。
2001年7月26日，他越过加拿大-美国边境，声称出差并使用他的美国护照。 尽管他在 联邦调查局名单上的身份，他仍然能够从他在美国的银行帐户中提取近50,000美元，以资助他在蒙特利尔躲藏的六年时间。加利福尼亚发布了州逮捕令，指控戈德堡犯有六项对儿童的淫亵行为和两项藏有儿童色情制品的罪名。戈德堡其后被指控非法逃逸，以避免起诉，是由美国加利福尼亚州中区地方法院签发的联邦逮捕令

2002年11月25日，联邦政府发布了逮捕令，指控他制造了儿童色情并非法飞行以避免起诉。 2007年5月12日，戈德堡在蒙特利尔被加拿大当局逮捕，然后被引渡到美国。 他被指控对儿童进行性剥削，并为逃避起诉而进行非法飞行，他被指控对儿童进行ob亵和不雅行为儿童色情制品。 现年62岁的戈德堡认罪，于2007年12月10日在联邦监狱中被判处20年徒刑。戈德堡被关押在伯灵顿迪克斯堡县联邦惩教所的低安全性联邦监狱中。 新泽西。 它的计划发布日期是2024年10月11日。